# .design
.design是一個新的互聯網通用頂級域，於2015年5月12日向公眾開放注冊。旨在為各類設計類單位和個人的網站提供服務。
在全面開放注冊的第一天，即有逾5,200個域名被申請注冊。